# Experiment van Griffith

Griffiths experiment: als pathogene bacteriën worden ingebracht sterft de muis, terwijl bacteriën waarvoor de muis immuun is geen dodelijke afloop hebben. Wordt de muis geïnjecteerd met pathogene bacteriën die door verhitting gedood zijn, dan blijft de muis ook leven. Muizen die een mengsel van door verhitting gedode pathogene bacteriën en onschadelijke bacteriën wordt toegediend, sterven echter wel.

Het experiment van Griffith was een experiment met virulente bacteriën dat voor het eerst werd uitgevoerd door de Britse bacterioloog Frederick Griffith (1879 - 1941). Griffith beschreef aan de hand van de resultaten in 1928 dat bacteriën bepaalde eigenschappen kunnen aannemen die ze in hun omgeving aantreffen. Hij had daarmee het verschijnsel van genetische transformatie ontdekt. Dit vormde een belangrijke stap naar de ontdekking van de rol van DNA bij de overdracht van erfelijke eigenschappen.
In zijn experiment gebruikte Griffith twee verschillende stammen van pneumokok-bacteriën (Streptococcus pneumoniae) op proefmuizen. De Duitse bacterioloog Fred Neufeld (1869-1945) had eerder ontdekt dat de pneumokok-bacterie in drie stammen (I, II en III) onderverdeeld kan worden en hoe deze stammen van elkaar onderscheiden kunnen worden. De stam met de naam II-R bleek niet dodelijk te zijn wanneer ze in een proefmuis werd ingebracht: het afweersysteem van de muizen herkent de bacterie en vernietigt ze. Bacteriën van de stam met de naam III-S omhullen zichzelf met een capsule van polysacharide, waardoor ze onherkenbaar worden voor het afweersysteem van de muis. Proefmuizen die deze stam toegediend kregen stierven. Tot Griffith zijn experiment beschreef dachten bacteriologen dat de stammen vast stonden en dat een individuele bacterie ofwel tot de ene, ofwel tot de andere stam behoort.
Griffith doodde bacteriën van de virulente III-S-stam door verhitting en bracht de dode bacteriën ook in een proefmuis in. De muis overleefde dit, zodat duidelijk was dat de bacteriën gedood waren. Verrassend genoeg bleek een mengsel van gedode virulente bacteriën en onschadelijke bacteriën van de II-R-stam wel dodelijk te zijn. In het bloed van de gedode muizen trof Griffith zowel bacteriën van de II-R- als van de III-S-stam aan. Griffith concludeerde hieruit dat de onschadelijke stam was getransformeerd in de schadelijke variant door in aanraking met de gedode schadelijke bacteriën te komen.
De verklaring was dat de chemische stof die op moleculaire schaal de eigenschappen van de bacterie bepaalt na de dood door andere bacteriën kan worden opgenomen. In 1944 zouden de Amerikaanse onderzoekers Oswald Avery, Colin MacLeod en Maclyn McCarty een experiment uitvoeren waarmee ze aantoonden dat dit de stof DNA was. In 1952 werd dit bevestigd door het experiment van Hershey en Chase.